# Denny Laine
Denny Laine (n. Brian Frederick Arthur Hines, n. 29 octombrie 1944, Birmingham, Anglia, Regatul Unit – d. 5 decembrie 2023, Naples⁠(d), Florida, SUA) a fost un textier englez, multi-instrumentalist, chitarist și vocalist. A studiat la Yardley Grammar School din Birmingham.

## Carieră artistică
Prima interpretare solo a fost la vârsta de doisprezece ani. Laine și-a început cariera ca muzician profesionist ca membru al formației   Denny And The Diplomats. La vârsta de 20 de ani, el și Mike Pinder au format trupa de art-rock  The Moody Blues, acesta fiind vocalistul principal al primul album lansat, "The Magnificient Moodies" (1965), iar mai târziu a fost cunoscut precum co-fondator al trupei Wings. Laine a fost unul din cei trei membrii constanți ai formației alături de Paul și Linda McCartney. Laine s-a alăturat grupului în 1971 pentru albumul Wild Life și a rămas în Wings până în 1981 când trupa s-a destrămat.

## Discografie

### Albume solo
- Ahh...Laine (16 noiembrie 1973)
- Holly Days (6 mai 1977)
- Japanese Tears (6 decembrie 1980)
- Anyone Can Fly (1982)
- Hometown Girls (1985)
- Wings on My Feet (1987)
- Lonely Road (1988)
- Master Suite (1988)
- All I Want Is Freedom (1990)
- Reborn (1996)
- Wings at the Sound of Danny Laine (1996)
- Arctic Song (1998)

### Compilații
- In Flight (1984)
- Weep for Love (1985)
- Blue Nights (1994)
- Rock Survivor (1995)
- Danger Zone (1995)
- Go Now (1995)
- The Masters (1998)
- Spreading My Wings: The Ultimate Denny Laine Collection (2002)
- The Collection (2003)
- Send Me The Heart (2004)